# 連山坡駅
連山坡駅（れんざんはえき、中文表記: 连山坡站、英文表記: Lianshanpo Station）は、中華人民共和国四川省成都市龍泉駅区にある成都軌道交通2号線の駅。駅番号は0205で、2014年10月26日に開業。

## 概要
この駅は桃都大道と善南路の交差点に位置し、桃都大道に沿って北西-南東方向に位置している。建設中の仮駅名は竜泉西駅であった が、旧地名にちなんで連山坡駅と名付けられた。駅には合計200台の駐車スペースが備えられている ｡

## 駅構内
当駅は高架3階建て側方プラットホーム駅で、橋梁と建物構造が一体となった「橋梁一体型構造」を採用し、橋梁の覆い梁、橋脚柱、基礎は共用橋の構造と建物の構造によって 水平フレームは、建物の縦方向の梁とスラブを通して一体的に流し込まれ、スペースフレームシステムを形成している。駅の有効プラットホームの長さは120m、幅は14m、駅の全長は122.8m、標準区間は幅22mである。駅舎は、水平単径間9.75mの鉄筋コンクリート造3階建て、プレストレストコンクリート造のフレーム構造を採用している。地上1階が高架フロア、地上2階が駅舎フロア、地上3階が車道フロア 。駅舎の本館面積は3856.40平方m、補助建築面積は2307.70平方m、高架建築面積は413.60平方m、総建築面積は6586.70平方m、うち物件開発面積は100.73平方m。
| 地上 3階 | 右側のドアが開く | 右側のドアが開く                       | 右側のドアが開く |
| 地上 3階 | ←                | ■2号線犀浦方面（大面鋪）               |                  |
| 地上 3階 |                  | ■2号線龍泉駅方面 （界牌）              | →                |
| 地上 3階 | 右側のドアが開く |                                        |                  |
| 地上2階  | コンコース       | セキュリティチェック、自動券売機、売店 |                  |
| 地上階   | 出入口           | 出入口                                 |                  |

## パブリックアート
当駅は、天井に車輪のデザインがなされ、照明の装飾と組み合わせることで、龍泉の車輌（自動車）文化を反映した空間を表している。

## 出入口
- 4つの出入口を備える

| 番号                                   | 設備 | 場所     | 付近の建物       |
| -------------------------------------- | ---- | -------- | ---------------- |
| 出口 · A · 1                           |      | 桃都大道 | 連山村           |
| 出口 · A · 2                           |      | 桃都大道 | 四川財経職業学院 |
| 出口 · B · 1                           |      | 桃都大道 | 楊家沖           |
| 出口 · B · 2                           |      | 桃都大道 | 南充堰           |
| 表注：エレベーター、車椅子対応、トイレ |      |          |                  |

## 隣の駅
■2号線
界牌駅0204 - 連山坡駅0205 - 大面鋪駅0206